# Musenyi (vattendrag i Burundi, Bubanza)
Musenyi är ett vattendrag i Burundi.   Det ligger i provinsen Bubanza, i den västra delen av landet, 15 km norr om huvudstaden Bujumbura.
Omgivningarna runt Musenyi är en mosaik av jordbruksmark och naturlig växtlighet. Runt Musenyi är det tätbefolkat, med 982 invånare per kvadratkilometer.